# Gheorghita Munteanu
Gheorghita Munteanu (ur. 3 września 1980 w Vaslui) – rumuński wioślarz.

## Osiągnięcia
- Mistrzostwa Świata Juniorów – Linz 1998 – czwórka podwójna – 12. miejsce[1].
- Mistrzostwa Świata – St. Catharines 1999 – czwórka podwójna – 13. miejsce[1].
- Mistrzostwa Świata – Mediolan 2003 – czwórka bez sternika – 10. miejsce[1].
- Igrzyska Olimpijskie – Ateny 2004 – czwórka bez sternika – brak[1][2].
- Mistrzostwa Świata – Gifu 2005 – ósemka – 12. miejsce[1].
- Mistrzostwa Świata – Eton 2006 – ósemka – 12. miejsce[1].
- Mistrzostwa Świata – Monachium 2007 – czwórka bez sternika – 21. miejsce[1].
- Mistrzostwa Europy – Poznań 2007 – ósemka – 6. miejsce[1].
- Mistrzostwa Europy – Brześć 2009 – ósemka – 6. miejsce[1].